# Zabiele (gromada w powiecie kolneńskim)
Zabiele – dawna gromada, czyli najmniejsza jednostka podziału terytorialnego Polskiej Rzeczypospolitej Ludowej w latach 1954–1972.
Gromady, z gromadzkimi radami narodowymi (GRN) jako organami władzy najniższego stopnia na wsi, funkcjonowały od reformy reorganizującej administrację wiejską przeprowadzonej jesienią 1954 do momentu ich zniesienia z dniem 1 stycznia 1973, tym samym wypierając organizację gminną w latach 1954–1972.
Gromadę Zabiele z siedzibą GRN w Zabielach utworzono – jako jedną z 8759 gromad – w powiecie kolneńskim w woj. białostockim, na mocy uchwały nr 17/V WRN w Białymstoku z dnia 4 października 1954. W skład jednostki weszły obszary dotychczasowych gromad Zabiele i Kolimagi ze zniesionej gminy Czerwone w tymże powiecie. Dla gromady ustalono 15 członków gromadzkiej rady narodowej.
31 grudnia 1959 do gromady Zabiele przyłączono wsie Ptaki, Waszki, Samule, Dudy Nadrzeczne, Pupki i Charubiny oraz obszar lasów państwowych N-ctwa Kolno obejmujący oddziały 148—165 ze zniesionej gromady Ptaki.
31 grudnia 1961 do gromady Zabiele przyłączono wieś Giętki oraz kolonie: Piasutno-Dymki, Piasutno-Kuzie, Piasutno-Ludwy, Piasutno-Łabnianki i Piasutno-Trzcińskie ze zniesionej gromady Cieciory.
1 stycznia 1969 gromadę Zabiele zniesiono, włączając jej obszar do gromad Turośl (wsie Giętki, Ptaki, Pupki i Samule), Czerwone (wsie Dudy Nadrzeczne, Charubiny i Waszki) i Kolno (wsie Kolimagi i Zabiele).